# Come Ye Sons of Art (Venite voi figli dell'arte)
Come Ye Sons of Art (Venite voi figli dell'arte), Z.323, nota anche come Ode for Queen Mary's Birthday (ode per il compleanno della regina Maria II d'Inghilterra), è una composizione di Henry Purcell scritta nel 1694 e fa parte di una serie di odi in onore del compleanno della regina Maria II d'Inghilterra. Il testo è attribuito a Nahum Tate.

## Contesto e storia dell'opera
In qualità di compositore di corte, Purcell ebbe in carico di comporre alcune odi per il compleanno dell'Aprile 1694 della regina Maria II; "Come Ye Sons of Art" era la sesta di queste odi.

## Organico e struttura
L'organico dell'ode vede 2 flauti dolci, 2 oboi, 2 trombe, timpani, archi, basso continuo, un coro e soprano, contralto / controtenore e basso solisti. È possibile che l'organico conosciuto abbia visto alcune aggiunti durante la stampa della prima edizione.
Struttura:
- Sinfonia (largo, canzona fugata, adagio)
- Ritornello (aria e coro): Come ye Sons of Art
- Duetto: Sound the trumpet
- Ritornello e coro: Come ye Sons of Art
- Aria: Strike the viol, touch the lute
- Aria e coro: The day that such a blessing gave
- Aria: Bid the virtues, bid the graces
- Aria: These are the sacred charms
- Duetto e coro: See Nature, rejoicing